# Aymour de Sidi Abdallah ou Saïd
 (janvier 2010).
 (novembre 2016).
Si vous disposez d'ouvrages ou d'articles de référence ou si vous connaissez des sites web de qualité traitant du thème abordé ici, merci de compléter l'article en donnant les références utiles à sa vérifiabilité et en les liant à la section « Notes et références ».
Aymour de Sidi Abdellah ou Saïd est un douar situé près de Tafraout, dans la province de Tiznit, au Maroc.

## Événements
Un moussem rassemblant les descendants de Sidi Abdallah ou Saïd, créateur du village et maître d'école coranique respecté, qui vécut entre 955 et 1051 de l'hégire, se déroule chaque année durant la première quinzaine du mois d'août dans le village d'Aymour, où se situe encore son tombeau.